# Kristoffer Polaha

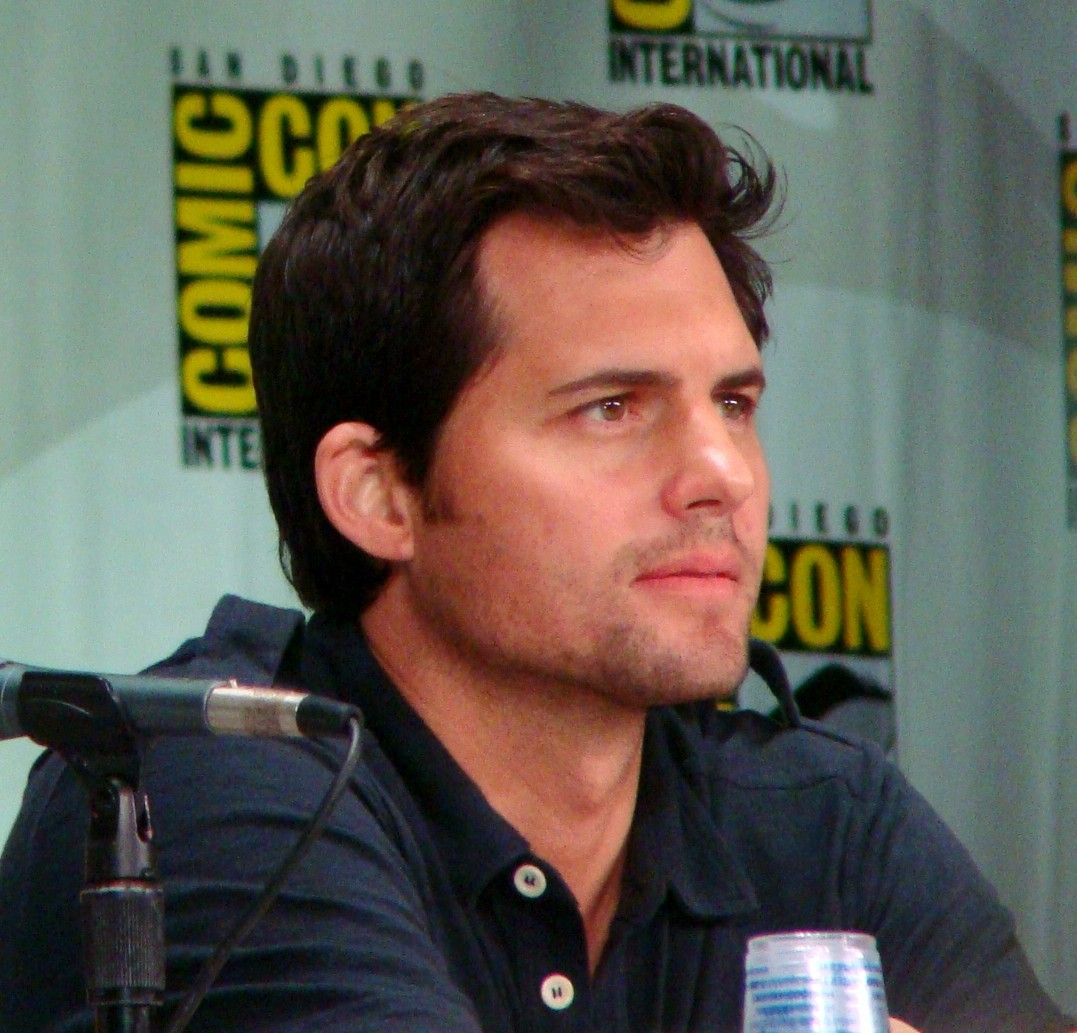
Kristoffer Polaha, 2011

Kristoffer „Kris“ Jon Polaha (* 18. Februar 1977 in Reno, Nevada) ist ein US-amerikanischer Schauspieler.

## Leben und Karriere
Kristoffer Polaha wurde als jüngster von vier Söhnen der Eheleute Jerome und Esther Polaha geboren. Er studierte an der New York University. Eine seiner ersten Hauptrollen spielte er in der ABC-Fernsehserie Miss Guided und in der Fox-Serie Tru Calling – Schicksal reloaded!. Des Weiteren hatte er die Rolle des Nate Bazile in der The-CW-Jugendserie Life Unexpected inne. Er spielte ebenfalls die Rolle des Henry Butler in Ringer. Im Jahr 2010 wurde er von BuddyTV zur Nummer 8 der 100 attraktivsten Schauspieler im Fernsehen und im Jahr 2011 zur Nummer 34 gewählt.
Polaha ist seit 2003 mit Julianne Morris verheiratet, mit der er drei Söhne hat, die 2004, 2006 und 2011 geboren wurden.

## Filmografie (Auswahl)
- 2001: Angel – Jäger der Finsternis (Angel, Fernsehserie, Folge 3x06)
- 2001–2002: That’s Life (Fernsehserie, 2 Folgen)
- 2002: Home Base
- 2002: Roswell: (Fernsehserie, Folge 3x11)
- 2003: America’s Prince: The John F. Kennedy Jr. Story
- 2003: Tru Calling – Schicksal reloaded! (Tru Calling, Fernsehserie, 3 Folgen)
- 2004–2005: North Shore (Fernsehserie, 21 Folgen)
- 2005: Dr. House (House, Fernsehserie, Folge 2x06)
- 2005: Hot Properties – Gut gebaut und noch zu haben (Hot Properties, Fernsehserie, Folge 1x10)
- 2006: It’s Always Sunny in Philadelphia (Fernsehserie, Folge 2x01)
- 2006: CSI: Miami (Fernsehserie, Folge 5x06)
- 2006: Bones – Die Knochenjägerin (Bones, Fernsehserie, Folge 2x10)
- 2007: Close to Home (Fernsehserie, Folge 2x15)
- 2008: Miss Guided (Fernsehserie, 7 Folgen)
- 2008–2009: Valentine (Fernsehserie, 8 Folgen)
- 2009: Without a Trace – Spurlos verschwunden (Without a Trace, Fernsehserie, Folge 7x18)
- 2009: Better Off Ted – Die Chaos AG (Better off Ted, Fernsehserie, Folge 1x04)
- 2009: Dollhouse (Fernsehserie, Folge 2x02)
- 2007–2009: Mad Men (Fernsehserie, 4 Folgen)
- 2010–2011: Life Unexpected – Plötzlich Familie (Life Unexpected, Fernsehserie, 26 Folgen)
- 2011–2012: Ringer (Fernsehserie, 22 Folgen)
- 2012: Made in Jersey (Fernsehserie, 4 Folgen)
- 2012: Awkward – Mein sogenanntes Leben (Awkward., Fernsehserie, 2 Folgen)
- 2013: Devil’s Knot – Im Schatten der Wahrheit (Devil’s Knot)
- 2013: CSI: Vegas (CSI: Crime Scene Investigation, Fernsehserie, Folge 14x10)
- 2014: Atlas Shrugged: Part III
- 2015: Hawaii Five-0 (Fernsehserie Folge 6x08)
- 2015–2016: Castle (Fernsehserie, 4 Folgen)
- 2016: Dater’s Handbook
- 2020: Wonder Woman 1984
- 2022: Jurassic World: Ein neues Zeitalter (Jurassic World Dominion)
- 2023: The Shift
- 2023: Das Weihnachtswunder von Biltmore